# Tenmei
L'era Tenmei (天明?), conosciuta anche come Temmei, è un'era del Giappone (年号?,  nengō, lett. "nome dell'anno") che comprende il periodo che va dall'aprile 1781 al gennaio 1789. È preceduta dall'era An'ei e seguita dall'era Kansei. L'imperatore regnante fu Kōkaku. Gli shōgun in carica furono Tokugawa Ieharu e Tokugawa Ienari.

## Il cambio di era
Nel 1781 (天明元年?, Tenmei gan'nen) il nome dell'era viene cambiato in Tenmei per marcare l'incoronazione dell'imperatore Kōkaku. Come da tradizione il nome dell'era venne scelto da un classico della letteratura cinese, per la precisione dal 14º capitolo dello Shujing da cui vennero scelti i caratteri 天 e 明, estrapolati da un resoconto delle virtù del re Tai Jia.

## Eventi dell'era Tenmei
- 1782 (Tenmei 2): viene fissato in questa data l'inizio della grande carestia Tenmei. Minamoto no Masatsuna consegna all'imperatore un rapporto sull'uso della moneta d'argento in Cina.[3]
- 1783 (Tenmei 3): un'eruzione del monte Asama, nella provincia di Shinano, causa oltre 20,000 morti. Il resoconto dell'accaduto scritto da Isaac Titsingh diventerà il primo di questo tipo in Europa.[4] I danni causati dal vulcano aggraveranno ulteriormente la carestia, in quanto la produzione agricola delle provincie di Shinano e Kōzuke fu quasi nulla per i successivi quattro o cinque anni.[5]
- 1783 (Tenmei 3): la carestia si aggrava ulteriormente. Stando a degli studi del XX secolo ormai né i privati né le autorità avevano più le scorte di cibo necessarie a far fronte alla perdita di altri raccolti.[6]
- 1784 (Tenmei 4): vengono tenute in tutto il paese delle celebrazioni in onore di Kōbō Daishi, fondatore del Buddhismo Shingon, morto 950 anni prima.[3]
- 1784 (Tenmei 4): Tanuma Okitomo, figlio di Tanuma Okitsumu e consigliere dello Shogun, viene assassinato di fronte al padre mentre i due stavano tornando da un incontro del consiglio di stato. Viene sospettato il coinvolgimento di alcuni membri del bakufu, ma sarà solo l'assassino a venire punito e non i mandanti. L'accaduto porterà all'annullamento delle riforme proposte da Tanuma per allentare il sistema del sakoku.[7]
- 1786 (Tenmei 6, 25º giorno dell'8º mese): muore Tokugawa Ieharu, che viene sepolto a Edo.
- 1787 (Tenmei 7): Tokugawa Ienari diventa l'undicesimo shogun Tokugawa.[8]
- 1787 (Tenmei 7): Kutsuki Masatsuna pubblica Seiyō senpu (Appunti sulla valuta occidentale), corredato di raffigurazioni delle varie valute europee.[9]
- 1788 (Tenmei 7): rivolte nei campi di riso di Edo e Osaka.
- 1788 (Tenmei 8): un incendio devasta Kyoto: scoppierà alle 3 di notte del 6 marzo, e continuerà a bruciare incontrollato per diversi giorni, arrivando a bruciare anche il palazzo imperiale, la cui ricostruzione avrà la precedenza su tutti gli altri lavori. Le ultime braci verranno spente dalla pioggia l'11 marzo.[10]